# Holmes a Watson
Holmes a Watson (Holmes and Watson) je americký hraný film. Natočil jej režisér Etan Cohen podle vlastního scénáře. Hlavní role Sherlocka Holmese a doktora Johna Watsona ve snímku ztvárnili Will Ferrell, respektive John C. Reilly. V dalších rolích se představili Hugh Laurie (Mycroft Holmes), Rob Brydon a Kelly Macdonaldová, zatímco královnu Viktorii hrála Pam Ferris. Projekt byl původně oznámen již v roce 2008 – tehdy měl Sherlocka Holmese ztvárnit komik Sacha Baron Cohen, zatímco Watsona měl hrát Ferrell. V roce 2016 bylo oznámeno, že Ferrell ztvární Holmese a do role Watsona byl obsazen Reilly. Natáčení začalo v prosinci 2016. Premiéru měl 25. prosince 2018.